# Драгойчинци
Драгойчинци (болг. Драгойчинци) — село в Болгарии. Находится в Кюстендилской области, входит в общину Трекляно. Население составляет 41 человек.

## Политическая ситуация
Драгойчинци подчиняется непосредственно общине и не имеет своего кмета.
Кмет (мэр) общины Трекляно — Камен Стойнев Арсов (Болгарская социалистическая партия (БСП)) по результатам выборов.